# Pisenor macequece
Pisenor macequece là một loài nhện trong họ Barychelidae. Loài này phân bố ờ Mozambique.